# Eleição municipal de Criciúma em 2024
A eleição municipal da cidade brasileira de Criciúma ocorreu no dia 6 de outubro de 2024, para eleger um prefeito, um vice-prefeito e 17 vereadores para a administração da cidade catarinense. O prefeito Clésio Salvaro, do PSD, em seu segundo mandato, não estava apto a disputar sua reeleição. O vencedor foi Vagner Espíndola Rodrigues, o Vaguinho, que foi secretário de Governo e da Fazenda de Salvaro durante os oito anos anteriores.

## Resultados

### Prefeito
Fonte:
| Candidato a Prefeito          | Candidato a Vice-Prefeito      | Votos  | Porcentagem |
| ----------------------------- | ------------------------------ | ------ | ----------- |
| Vagner Espíndola (PSD)        | Salesio Lima (PSD)             | 52.423 | 49,33%      |
| Ricardo Guidi (PL)            | Acelio Casagrandre (PL)        | 40.088 | 37,72%      |
| Arlindo Rocha (PT)            | Mariana Sartor (PT)            | 8.842  | 8,32%       |
| Paulo Ferrarezi (MDB)         | Anibal José Sieber Dario (MDB) | 2.876  | 2,71%       |
| Julio Kaminski (PP)           | Irani Alberton (PP)            | 1.819  | 1,71%       |
| Jorge Godinho (Solidariedade) | Luiz Renato (Solidariedade)    | 224    | 0,21%       |
| Votos brancos                 | Votos brancos                  | 3.646  | 3.646       |
| Votos nulos                   | Votos nulos                    | 3.779  | 3.779       |

### Composição Câmara Municipal
|  | Partido | Candidato               | Votos | Porcentagem |
|  | ------- | ----------------------- | ----- | ----------- |
|  | PCdoB   | Giovana Mondardo        | 3.481 | 3,29%       |
|  | PL      | Nícola Martins          | 2.882 | 2,73%       |
|  | PL      | Obadias Benones         | 2.777 | 2,63%       |
|  | PL      | Juarez de Jesus         | 2.746 | 2,60%       |
|  | PSDB    | Gorete Correa Boaroli   | 2.492 | 2,36%       |
|  | PL      | Ademir Honorato         | 2.399 | 2,27%       |
|  | PL      | Dr. Luiz Fontana        | 2.280 | 2,16%       |
|  | PSD     | Marcio Darós da Luz     | 2.279 | 2,16%       |
|  | PSD     | Amaral Bittencourt      | 2.136 | 2,02%       |
|  | PSDB    | Neto Uggioni            | 2.052 | 1,94%       |
|  | PSD     | Geovana Benedet Zanette | 2.033 | 1,92%       |
|  | PSD     | Dudi Sônego             | 1.771 | 1,68%       |
|  | MDB     | Marquinho Machado       | 1.689 | 1,60%       |
|  | PP      | Miri Dagostim           | 1.635 | 1,55%       |
|  | REP     | Aldinei Potelecki       | 1.611 | 1,52%       |
|  | União   | Neri Xavier             | 1.460 | 1,38%       |
|  | PSDB    | Daniel Cipriano         | 1.312 | 1,24%       |